# نیشی‌توکیو، توکیو

نقشهٔ نیشی‌توکیو واقع در ناحیهٔ تامای توکیو

نیشی‌توکیو (به ژاپنی: 西東京市 Nishitokyo) به یکی از بخش‌های منطقه تامای توکیو، پایتخت ژاپن گفته می‌شود. مساحت آن ۱۵٬۸۵ کیلومتر مربع است.